# Maria de Belém Roseira
Maria de Belém Roseira Martins Coelho Henriques de Pina, née le 28 juillet 1949 à Porto, est une femme politique portugaise, membre du Parti socialiste (PS).

## Biographie

### Un début de carrière dans les ministères
Titulaire d'un diplôme de droit obtenu à l'université de Coimbra, elle devient en 1973 technicienne juridique au ministère des Corporations et de la Sécurité sociale, sous le régime salazariste. Avec la restauration démocratique, elle passe les concours de la fonction publique et réussit celui de conseillère principale du ministère du Travail.
Elle occupe ensuite différents postes de conseiller juridique. En 1984, elle est nommée chef de cabinet d'António Maldonado Gonelha, ministre socialiste de la Santé du gouvernement de grande coalition de Mário Soares.

### De Macao aux hôpitaux portugais
Après la chute du gouvernement en 1985, elle quitte le Portugal et rejoint Macau, où elle est administratrice de la télévision publique entre 1986 et 1987. Elle retourne ensuite en métropole, pour exercer les fonctions de directrice adjointe de la Santa Casa de Misericórdia de Lisbonne de 1988 à 1992. Cette année-là, elle devient administratrice déléguée du centre de la Région de Lisbonne de l'Institut portugais d'oncologie.

### Ministre pendant cinq ans
Le 28 octobre 1995, elle est nommée ministre de la Santé dans le premier gouvernement dirigé par le Premier ministre socialiste António Guterres.
Lors des élections législatives du 10 octobre 1999, elle est élue députée du district de Porto à l'Assemblée de la République. Quinze jours plus tard, Guterres constitue son second cabinet, dans lequel elle est ministre pour l'Égalité.

### Députée à l'Assemblée de la République
Lors du remaniement ministériel opéré le 15 septembre 2000, son poste disparaît et ses fonctions sont reprises par le ministre de la Présidence. Elle retourne donc à l'Assemblée et est élue vice-présidente du groupe socialiste. Après le scrutin anticipé du 17 mars 2002, elle est reconduite dans ses responsabilités.

### Le retour au premier plan
À la suite des élections anticipées du 20 février 2005, elle prend la présidence de la commission parlementaire de la Santé, puis est choisie pour présider la commission d'enquête parlementaire « sur la situation ayant conduit à la nationalisation de la Banco Português de Negócios ». Elle abandonne ces postes après les élections du 27 septembre 2009 pour retrouver la vice-présidence du groupe PS.
Lors des élections législatives anticipées du 5 juin 2011, le PS est renvoyé dans l'opposition après six années au pouvoir. À l'ouverture de la législature, seize jours après, le groupe parlementaire la choisit comme présidente temporaire, le temps de renouveler la direction du parti. Le 9 septembre suivant, elle est élue présidente du Parti socialiste par le congrès, devenant la première femme à exercer cette fonction. Elle quitte, cinq jours plus tard, la présidence du groupe. Le 29 novembre 2014, lors du XXe congrès du PS, l'ancien président du gouvernement des Açores Carlos César lui succède comme président du parti.

### Candidate à l'élection présidentielle de 2016
Maria de Belém a déclaré, le 17 août 2015, qu'elle voulait être candidate à l'élection présidentielle de 2016. Elle dépose officiellement sa candidature auprès du Tribunal constitutionnel le 22 décembre suivant. Bien qu'elle se revendique socialiste, son parti se refuse à la soutenir officiellement durant la campagne. Longtemps créditée de la deuxième place dans les intentions de vote, derrière Marcelo Rebelo de Sousa, soutenu par le centre-droit, les sondages réalisés au cours de la campagne la relègue finalement, à partir du mois de novembre 2015, à la troisième place, derrière l'ex-recteur de l'université de Lisbonne, António Sampaio da Nóvoa, soutenu par les anciens présidents socialistes Mário Soares et Jorge Sampaio.